# Санта Марија (Тексас)
Санта Марија (енгл. Santa Maria) насељено је место без административног статуса у америчкој савезној држави Тексас.

## Демографија
По попису из 2010. године број становника је 733, што је 113 (-13,4%) становника мање него 2000. године.
| Група             | 2000.       | 2010.       |
| Белци             | 1 (0,1%)    | 2 (0,3%)    |
| Афроамериканци    | 0 (0,0%)    | 0 (0,0%)    |
| Азијати           | 0 (0,0%)    | 1 (0,1%)    |
| Хиспаноамериканци | 844 (99,8%) | 729 (99,5%) |
| Укупно            | 846         | 733         |